# Der Hund (Zeitschrift)
Der Hund ist eine monatlich erscheinende deutsche Zeitschrift der Forum Zeitschriften und Spezialmedien GmbH. Bis Anfang 2013 erschien sie beim Deutschen Bauernverlag Berlin. Bereits 1876 gab es in Leipzig und Dresden eine Zeitschrift mit diesem Titel, die den Autoren eine Erwähnung in Meyers Großes Konversations-Lexikon Wert war. Das war die erste kynologische Zeitschrift Deutschlands. Im Verlauf ihrer Geschichte war Der Hund Verbandszeitschrift der jeweiligen Hundeverbände und spiegelt als solche die wechselvolle Geschichte des deutschen Hundewesens.

## Geschichte
Im Verlauf der deutschen Geschichte gab es mehrere Zeitschriften mit dem Titel Der Hund, die sich teils als Nachfolgezeitschriften verstanden, teils aber gerade das nicht waren und nicht sein wollten.
Am 1. April 1876 erschien Der Hund als erste kynologische Zeitschrift Deutschlands. Über die Zeitschrift heißt es im gleichen Jahr in Der Zoologische Garten: „Der Hund, Organ für Züchter und Liebhaber reiner Racen. Redigirt von R. v. Schmiedeberg. Leipzig. V. Wolff. Von dieser Zeitschrift liegen bereits 11 Nummern vor. Es wird mit jeder Nummer etwa ein vorzügliches Thier abgebildet und dessen Geschichte mitgetheilt. Züge aus dem Leben des Hundes, Nachrichten über Ausstellungen und Rennen, Angebote und Nachfragen nach Hunden füllen dann den übrigen Raum des Blattes, das sich durch gute Haltung auszeichnet.“ Dem Verzeichniss der Schriften über Zoologie von 1905 ist zu entnehmen, dass Der Hund ab 1877 bei Jenne in Leipzig erschien. Aufgeführt sind dort die Hefte bis zum Band 5, Jahrgang 1880. Pro Jahr erschienen 24 Nummern. Der dort genannte Langtitel heißt „Der Hund. Organ für Züchter u. Liebhaber reiner Racen. Mit Illustrationen u. Beiträgen hervorragender Kenner. Red.: R. v. Schmiedeberg.“ Die Zeitschrift ist nachgewiesen bis 1891. Zu dem Zeitpunkt erscheint sie bei Paul Wolff in Dresden-Blasewitz.
Von 1926 bis 1936 erschien Der Hund beim Berliner Verlag Gersbach & Sohn. Er hatte den Untertitel unabhängige Zeitschrift für praktische und wissenschaftliche Kynologie, für Hundesport und Hundehaltung. Zuletzt wurde er herausgegeben vom Reichsverband für das Deutsche Hundewesen (RDH). 1937 wurde der RDH zur „Reichsfachgruppe Deutsches Hundewesen e. V. im Reichsverband Deutscher Kleintierzüchter e. V.“ So wurden dann 1937 auch die Zeitschriften Die Hundewelt, Der Hund und Mensch und Hund zusammengelegt und erschienen von 1937 an monatlich als Die Hundewelt. Die Bekanntmachungen der RDH erschienen von 1937 bis 1943 als Beilage. Die Hundewelt war „amtliches Organ der Reichsfachgruppe Deutsches Hundewesen e. V. (RDH)“. Die Verbandszeitschrift Unser Rassehund des VDH, die ab 1949 erschien, ist ihr Nachfolger. Die Hundewelt erschien bis 1943 und wurde dann eingestellt.
Ab 1952 erschien Der Hund in der DDR beim Deutschen Bauernverlag, ab 1959 vom Nachfolge-Verlag Deutscher Landwirtschaftsverlag Berlin. Entsprechend der Unterteilung der Hundezuchtvereine in Dienst- und Gebrauchshundvereine, die zur Gesellschaft für Sport und Technik (GST) gehörten und der anderen Vereine, die zur Vereinigung der gegenseitigen Bauernhilfe (VdgB) gehörten, gab es zwei Ausgaben. Ausgabe A, Dienst- und Gebrauchshunderassen wurde von der GST herausgegeben, Ausgabe B, Hunderassen im Verband der KSK wurde vom VdgB Zentralverband, Zuchtgemeinschaft Hunde herausgegeben. (KSK steht für Kleingärtner, Siedler und Kleintierzüchter, siehe VKSK). Nachdem die Dienst- und Gebrauchshundevereine 1961 aus der GST aus- und als Sektion Dienst- und Gebrauchshundewesen an den VKSK angegliedert wurden, wurde Ausgabe A von der Sektion Dienst- und Gebrauchshundewesen und dem Verband der Kleingärtner, Siedler und Kleintierzüchter herausgegeben. Ab 1974 erschien Der Hund nicht mehr in getrennten Ausgaben. Bis 1990 war der VKSK Herausgeber. Im Frühjahr 2013 wechselte der Verlag. Bis dahin hatte der Deutsche Landwirtschaftsverlag die Zeitschrift herausgegeben, dann übernahm sie die Forum Zeitschriften und Spezialmedien GmbH.